# Svintorget
Svintorget var under ett par decennier under 1800-talet ett marknadstorg på platsen för nuvarande Rådhusparken i Jönköping. Det låg ungefär den senare Hamnplan vid Västra Storgatan – Vindbron – Hamnkanalen på Väster.
Torget anlades på mark, som tidigare ägts av Kronan och varit del av Förborgen till Jönköpings slott. Kronan lämnade området 1842 och flyttade sina tyghus och centralförråd till det so nyligen uppförda Karlsborgs fästning. Marken utanför slottet överlämnades till Jönköpings stad i etapper 1850 och 1862.
Under medeltiden låg på platsen Jönköpings medeltida borg, och från andra delen av 1500-talet hade det varit en del av Förborgen till Jönköpings slott och användes bland annat som tyghus.
På den västra delen av den disponibla marken, mot Kyrkogatan, uppfördes 1864–1867 Högre Allmänt Läroverket för gossar i Jönköping, som 1913 blev Jönköpings rådhus. Området där Svintorget låg gjordes från 1871 och framåt om till Rådhusparken.
Svintorget ersattes på 1870-talet som marknadstorg först av ett torg, där nu Sofiakyrkan står och 1884 av nuvarande Västra torget.